# Canyon Capital Advisors
Canyon Capital Advisors o Canyon Partners es fondo de inversión estadounidense fundado por Joshua S. Friedman y Mitchell R. Julis en 1990, con sede en Los Ángeles, California.

## Historia
Fundado en 1990, Canyon Partners es un fondo versátil con múltiples estrategias de inversión, que van desde el rescate de la deuda de las empresas hasta inversiones directas, arbitraje convertible o arbitraje de riesgo y capital riesgo en todas sus facetas.
En enero de 2015, Canyon Partners administraba fondos por un valor aproximado de $23.000 millones. En 2011, la revista Hedge Fund Journal lo incluía entre los 50 fondos de inversión más importantes de Estados Unidos. En 2015, la revistaAlpha/Institutional Investor le otorgó un grado #10 en el ranking de fondos de capital inversión.

## Cronología reciente
- 2016: En agosto, Canyon Capital, junto a Värde Partners y otros ocho fondos participa en el rescate del gigante español Abengoa, inyectando una cantidad mancomunada de 1.170 millones de euros.[6]